# Кряж (аеродром)
Кряж — військовий аеродром на південно-західній околиці міста Самара. Розташований в Куйбишевському районі міста, за 2,5 км на південний схід від залізничної станції Кряж.

## Історія
Аеродром існує з 1930-х років. У роки радянсько-німецької війни був одним з аеродромів 1-ї запасної авіабригади ВПС РККА.
У 1960-і роки аеродром (тут тоді базувалися транспортні літаки Іл-14) залучався до участі в пошуково-рятувальному забезпеченні посадок перших радянських космонавтів (які проводилися в Середньому Поволжі).
У 1970-1990-х роках на аеродромі базувався окремий змішаний авіаполк (військова частина 40812), на озброєнні якого були літаки Ан-24, Ан-26, Ту-134, вертольоти Мі-8. У 1998 році полк розформовано.
Наразі на аеродромі базується спортивний центр (2 літаки Ан-2, 2 вертольоти Мі-2), що підпорядковуються Центральному Спортивному Клубу (ЦСК ВПС). Частина повітряних суден центру знаходиться на ґрунтовому аеродромі Рождествено, розташованому за 15 км на північ. У центрі здійснюється повний цикл підготовки спортсменів-парашутистів (від новачків до спортсменів вищої кваліфікації, включаючи фахівців парашутно-десантної та пошуково-рятувальної служби ВПС). Регулярно проводиться підготовка збірної команди ВПС з парашутного спорту.
Влада міста Самара планувала вирішити з Міністерством Оборони Росії питання про закриття аеродрому, а його територію забудувати житловими будинками.
Аеродром використовується також для зборів військової техніки що бере участь у військових парадах